# 4e armée de l'air et des forces de défense aérienne
Pour les articles homonymes, voir 4e armée.
La 4e armée de l'air et des forces de défense aérienne (russe : 4-я армия ВВС и ПВО) est une armée de l'air des forces aérospatiales russes, unité du district militaire sud dont le siège est à Rostov-sur-le-Don.
La 4e armée aérienne (russe : 4-я Vozdushnaya Armiya) est une formation de l'armée de l'air soviétique, faisant partie, de 1992 à 2009, de l'armée de l'air russe. À partir de 1998, l'armée est désignée 4e armée de l'air et des forces de défense aérienne. L'unité est créée pour la première fois le 22 mai 1942 par les forces aériennes du front du Sud soviétique et combat sur le front de l'Est de la Seconde Guerre mondiale jusqu'en 1945. En 1949, elle est rebaptisée 37e armée aérienne. Réformée le 4 avril 1968 en Pologne, l'unité opère au sein du Groupe de forces du Nord pendant plus de vingt ans, étant transférée dans le district militaire du Caucase du Nord en août 1992. L'arrivée du Sukhoi Su-24 changea radicalement ses missions dans les années 1980.
Renommée 4e commandement aérien des forces de défense aérienne en 2009, l'unité reprend sa fonction originale en 2015.

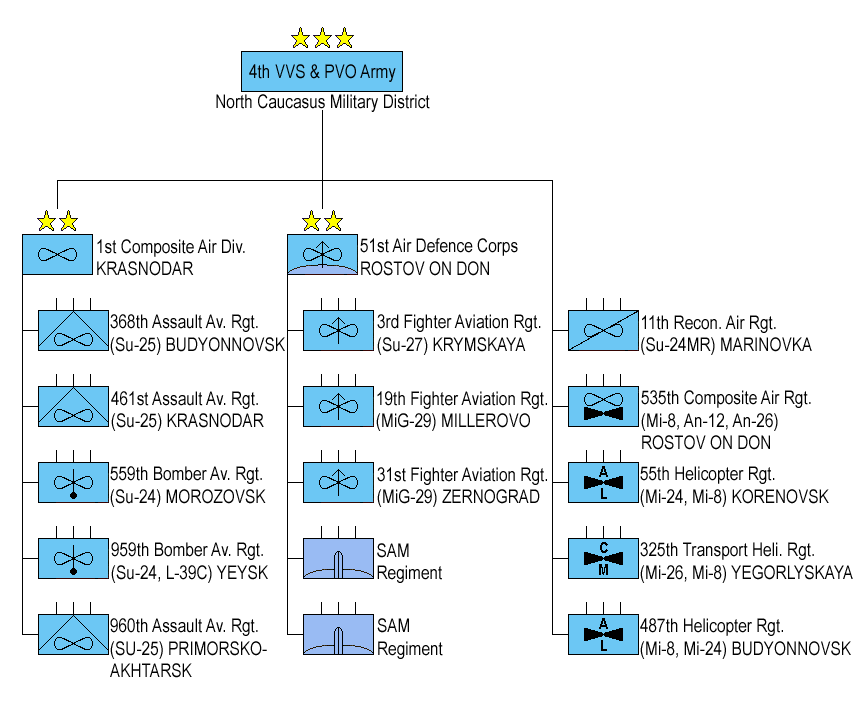
Structure de la 4e armée aérienne.

## Composition (années 2020)
Structure de la 4e armée aérienne (QG : Rostov-sur-le-Don), (Informations mises à jour jusqu'en 2019/20 sauf indication contraire)
- 1re division d'aviation mixte de la Garde (base aérienne de Krymsk)
  - 3e régiment d'aviation de chasse de la Garde (base aérienne de Krymsk), deux escadrons : Su-27 SM3 Flanker (à partir de 2019)[4], (rééquipement probable avec des Su-57 à partir de décembre 2020)[5],[6]
  - 31e régiment d'aviation de chasse de la Garde (Millerovo), deux escadrons : Su-30 SM (à partir de 2019)[4]
  - 559e régiment d'aviation de bombardiers (Morozovsk), trois escadrons : Su-34 (à partir de 2019)[4]
  - 368e régiment d'aviation d'assaut (Boudionnovsk), deux escadrons : Su-25 SM/SM3 (à partir de 2019 ; mise à jour vers la variante SM3 à partir de 2021)[7],[4]
- 4e division d'aviation mixte (base aérienne de Marinovka)
  - 11e régiment d'aviation mixte (base aérienne de Marinovka), deux escadrons : Su-24 M/M2/MR (à partir de 2019)[4]
  - 960e régiment d'aviation d'assaut (Primorsko-Akhtarsk), deux escadrons : Su-25 SM/SM3 (à partir de 2019)[4]
- 27e division d'aviation mixte (Sébastopol-Belbek)
  - 37e régiment d'aviation mixte (Hvardiïske), un escadron : Su-24 M/SVP-24/MR ; un escadron : Su-25 SM (à partir de 2019)[4]
  - 38e régiment d'aviation de chasse de la Garde (Sébastopol-Belbek), deux escadrons : Su-27 P/SM (à partir de 2019 ; rééquipement probable par des Su-57 en temps voulu)[4][5]
  - 39e régiment d'aviation d'hélicoptères (Djankoï)
- Directement subordonné au quartier général de la 4e armée :
  - 535e régiment d'aviation composite indépendant (Rostov-sur-le-Don Nord avec deux escadrons de transport mixtes : An-26RT, An-12BK, Tu-134, L-410UVP-E20)
  - 3624e base aérienne (Erebouni, Arménie) avec un chasseur et un escadron mixte d'hélicoptères de MiG-29[4], MiG-29UB, Mi-24P, Mi-8MTV, Mi-8SMV-2 ; le MiG-29 aurait été remplacé par le Su-30 en 2020/21)[3]
- Composante de l'aviation de l'armée
  - 16e brigade d'aviation de l'armée (Zernograd)
  - 55e régiment indépendant d'hélicoptères (Korenovsk)
  - 487e régiment indépendant d'hélicoptères (Boudionnovsk)

Unités de défense aérienne et de soutien de la 4e armée aérienne:
- 51e division de défense aérienne (Rostov-sur-le-Don)
  - 1536e régiment de roquettes anti-aériennes (Rostov-sur-le-Don)
  - 1537e régiment de roquettes anti-aériennes (Novorossiïsk)
    - Deux bataillons : 8 lanceurs S-400/8 S-300PM ; deuxième bataillon avec 6 lanceurs 96K6 Pantsir-S1[9]

  - 1721e régiment de roquettes anti-aériennes (Sotchi) : 12 lanceurs S-350[10],[11]
  - 339e régiment radio-technique (Tinaki, Astrakhan)
  - 338e régiment radio-technique (Rostov-sur-le-Don)
- 31e division de défense aérienne (Sébastopol)[12]: retrace son histoire jusqu'à la création de la brigade de Sébastopol du PVO le 25 janvier 1957 en 1re division de défense aérienne.
  - 12e régiment de roquettes antiaériennes (Sébastopol)
  - 18e régiment de roquettes antiaériennes de la Garde (Théodosie)
  - 3e régiment radio-technique (Lioubimovka, Sébastopol)
- 7e base militaire (Primorskoe, Abkhazie, systèmes S-400 et S-300)[3]
- 988e régiment de missiles anti-aériens (Guioumri, Arménie, systèmes S-300V4/ Buk-M1-2)[3]
- Centre d'assistance (Rostov-sur-le-Don)
  - 1017e poste de commandement de la défense aérienne (Rostov-sur-le-Don)
  - Centre de communication du 214e quartier général (Novotcherkassk)

Des chasseurs, des hélicoptères et d'autres éléments d'aviation à voilure fixe supplémentaires sont déployés dans le cadre de la 2e division d'aviation navale de la Garde de l'aviation navale russe de la flotte de la mer Noire (QG Sébastopol),,,. La division fut apparemment rétablie en 2019-2020. Auparavant, elle fut dissoute en 1994.

## Commandants
- 1998 à 2001 : Valeri Gorbenko
- 2001 à 2002 : Aleksandr Zeline
- 2002 à 2007 : Vladimir Gorbas
- 2007 à 2009 : Igor Mirochnitchenko

...
- 2016 à 2019 : Victor Sevostianov
- 2019 à 2023 : Nicolaï Gostev
- depuis 2023 : Vladimir Koutsenko